# Stanisław Piekarczyk
Stanisław Piekarczyk (ur. 13 stycznia 1924 w Sosnowcu, zm. 25 marca 1993) – polski historyk, mediewista. 

## Życiorys
Studia rozpoczął podczas II wojny światowej na tajnym Uniwersytecie Jagiellońskim. Zatrzymany w Krakowie w lipcu 1944, od 29 lipca 1944 do 11 lutego 1945 przebywał w niemieckim obozie koncentracyjnym Groß-Rosen.
Absolwent UJ w 1947, doktorat w 1950 tamże. Od 1950 w Instytucie Kształcenia Kadr Naukowych, kandydat nauk historycznych w 1953. W latach 1953–1956 pracował w Państwowym Wydawnictwie Naukowym, od 1954 w Instytucie Historycznym Uniwersytetu Warszawskiego, początkowo jako zastępca profesora. Habilitował się w 1961, profesorem nadzwyczajnym został w 1971, profesorem zwyczajnym w 1980.
15 stycznia 1955 został odznaczony Medalem 10-lecia Polski Ludowej.
Od 1948 należał do Polskiej Partii Robotniczej, a następnie do Polskiej Zjednoczonej Partii Robotniczej. Pełnił funkcję I sekretarza OOP PZPR na Wydziale Historycznym UW

## Wybrane publikacje
- Średniowieczny Kraków: rozwój społeczno-gospodarczy i urbanistyczny miasta, Kraków: Wydano z funduszów Min. Kultury i Sztuki 1951.
- Początki miejskiej opieki społecznej w średniowiecznym Krakowie, Kraków: Towarzystwo Miłośników Historii i Zabytków Krakowa 1952.
- Studia z dziejów miast polskich w XIII–XIV w.: rola miast w walce o zjednoczenie ziem polskich i we wcześniejszym okresie monarchii stanowej do 1370 r., Warszawa: Państwowe Wydawnictwo Naukowe 1955.
- Studia nad rozwojem struktury społeczno-gospodarczej wczesnośredniowiecznej Szwecji, Warszawa: Państwowe Wydawnictwo Naukowe 1962.
- O społeczeństwie i religii w Skandynawii VIII–XI, Warszawa: Państwowe Wydawnictwo Naukowe 1963.
- Chrzest Polski: legenda i prawda historyczna, Warszawa: Ogólnopolski Komitet Frontu Jedności Narodu 1966.
- (przekład i wstęp) Ingvar Andersson, Dzieje Szwecji, przeł., wstępem i przypisami opatrzył Stanisław Piekarczyk, Warszawa: PWN 1967.
- Barbarzyńcy i chrześcijaństwo: konfrontacje społecznych postaw i wzorców u Germanów, Warszawa: Państwowe Wydawnictwo Naukowe 1968.
- (wstęp) Armin Tuulse, Skandynawia romańska: zabytki architektury i sztuki Danii, Norwegii i Szwecji, wstęp do wyd. pol. napisał Stanisław Piekarczyk, tł. Witold Jeszke, Warszawa: Arkady 1970.
- Historia, kultura, poznanie: książka propozycji, Warszawa: PWN 1972.
- Mitologia germańska, Warszawa: Wydawnictwa Artystyczne i Filmowe 1979.
- W średniowiecznej rzeczywistości, Warszawa: „Iskry” 1987.